# Dombeya suarezensis
Dombeya suarezensis är en malvaväxtart som beskrevs av Arenes. Dombeya suarezensis ingår i släktet Dombeya och familjen malvaväxter. Inga underarter finns listade i Catalogue of Life.